# Solenysa
Solenysa là một chi nhện trong họ Linyphiidae.